# Trevor Woodman
Trevor James Woodman (Plymouth, 4 agosto 1976), è un ex rugbista a 15 internazionale per l'Inghilterra, che militò nel ruolo di pilone in Gloucester e Sale Sharks.
Fu parte della selezione che vinse la Coppa del Mondo di rugby 2003 in Australia e, dopo il ritiro, è divenuto commentatore sportivo e allenatore; dal 2014 è tecnico degli avanti del Gloucester.

## Biografia
Prima di diventare professionista, Woodman giocò nelle giovanili del Plymouth Albion e poi del Bath.
A gennaio 1996 fu ingaggiato dal Gloucester, in cui rimase 8 stagioni.
Nel frattempo, messosi in evidenza come pilone, fu chiamato a giocare per l'Inghilterra A con la quale disputò 7 incontri.
L'esordio in Nazionale maggiore avvenne in preparazione alla Coppa del Mondo 1999, in un test match contro gli Stati Uniti, anche se poi non fu convocato nella rosa che partecipò alla competizione.
Un infortunio occorsogli nel 2000 lo tenne fuori dal tour inglese in Sudafrica.
Chiamato successivamente per il tour nordamericano non fu mai utilizzato.
La sua seconda partita in Nazionale, quindi, fu disputata a quasi 3 anni di distanza dall'esordio, in un test autunnale nel 2002 contro la Nuova Zelanda, poi di nuovo 3 mesi di inattività dovuti a un infortunio al collo.
Anche il suo terzo incontro, nel marzo 2003 contro la Scozia nel Sei Nazioni di quell'anno fu disputato partendo dalla panchina, così come quello successivo, contro l'Irlanda.
Divenne titolare in vista della Coppa del Mondo 2003 in Australia, nella quale disputò cinque incontri compresa la finale di Sydney, e si impose come uno dei migliori piloni del torneo, a dispetto di una carriera costellata da infortuni.
Nel 2004 Woodman annunciò il suo cambio di club, dal Gloucester al Sale Sharks, e contemporaneamente si ritirò dall'attività internazionale. Un infortunio alla schiena nel settembre 2004 lo tenne fuori per buona parte della stagione e, nel 2005, a soli 29 anni, annunciò il ritiro definitivo dall'attività agonistica.
Dopo il ritiro Woodman si è dedicato all'attività di commentatore sportivo. Tra le sue collaborazioni di rilievo, il commento tecnico durante la Cook Cup del 2006 per le antenne di Fox Sports Australia.

## Palmarès
- Coppe del mondo: 1
Inghilterra: 2003
- Coppe Anglo-Gallesi: 1
Gloucester: 2002-03
- Challenge Cup: 1
Sale Sharks: 2004-05